# Hír FM
A Hír FM (korábban Karc FM) magyar jobboldali irányultságú közéleti rádióállomás, amely 2016. február 15-én indult el. Műsoraik nagy részében közélettel és politikával foglalkoznak, de megjelenik a zene, a sport és a kultúra is. Az adón az országos hírek mellett a helyi információ feldolgozására is nagy hangsúlyt fektetnek. Ügyvezető főszerkesztője Gajdics Ottó. 
A rádió a HírTV testvér rádiója.

## Története
A Karc FM adása 2016. február 15-én indult el, a rádió a 105,9 MHz-es ultrarövidhullámon sugározza műsorát napi 24 órában Budapesten és környékén. 2016. szeptember 11-én Liszkay Gábor jobboldali médiavállalkozó vette meg a Kriczki Andrea által tulajdonolt Hang-Adás Kft-től. 2018 óta a Közép-európai Sajtó- és Média Alapítvány a tulajdonosa.
A rádió Budapest mellett, vidéken is nyomot hagy a Karc FM, miután a Médiatanács engedélyezte, hogy az egykori Lánchíd Rádió által üzemeltetett médiaszolgáltatók hálózatba kapcsolódjanak a fővárosi adóval. A rádió többek között Székesfehérvár, Tatabánya, Zalaegerszeg, Pécs, Kaposvár, Kecskemét, Siklós, Szigetvár és Szeged körzetében segíti az emberek tájékozódását a napi politikai és közéleti ügyekben.
A budapesti FM 95,3 MHz-es frekvenciaváltás 2021. május 19-én 00:00-kor történt meg.
2023. február 20-tól már helyi híreket és beszélgetést is sugároz a rádió.
A rádiót működtető cég sajtóinformációk szerint 2023 januárjában megkezdte a felkészülést egy új név, a Hír FM használatára, melyre az év június 1-én került sor.

## Vételkörzet
- Budapest – 95,3 MHz
- Balatonfüred – 96,2 MHz
- Békéscsaba – 91,8 MHz
- Dunaújváros – 99,1 MHz
- Debrecen – 106,0 MHz
- Eger – 99,1 MHz
- Győr – 88,1 MHz
- Gyöngyös – 88,9 MHz
- Kaposvár – 97,5 MHz
- Kecskemét – 97,7 MHz
- Keszthely – 92,2 MHz
- Miskolc – 103,8 MHz
- Mosonmagyaróvár – 90,9 MHz
- Nagykanizsa – 100,7 MHz
- Nyíregyháza – 102,6 MHz
- Pécs – 94,6 MHz
- Salgótarján – 99,3 MHz
- Siklós – 88,6 MHz
- Sopron – 98,4 MHz
- Szeged – 100,2 MHz
- Szekszárd – 104,5 MHz
- Szentes – 104,3 MHz
- Székesfehérvár – 106,6 MHz
- Szigetvár – 98,9 MHz
- Szolnok – 97,1 MHz
- Szombathely – 97,1 MHz
- Tatabánya – 107 MHz
- Veszprém – 98,3 MHz
- Zalaegerszeg – 88,3 MHz

## Műsorai
Fő profilja a hír- és hírháttér műsorok, vitaműsorok. A rádió ars poeticája szerint az események puszta közvetítése mellett versenytársainál nagyobb hangsúlyt fektet a hírek mozgatórugóinak felfedésére. Reggeli hírműsora, a Hangoló többek között ezért tartalmazott több és hosszabb lélegzetvételű interjút, és arányaiban kevesebb "hírpercet." Hasonló céllal készül délelőtti magazinműsora, a Spájz, amely - túl a politikán, közéleten - a hétköznapi életvezetés minden területét felölelve nyújt sorvezetőt. a Karc FM Interaktív vitaműsora, a minden nap délután 15:30 órától jelentkező Paláver, amelyben pedig a hallgatók fejthetik ki véleményüket az őket érdeklő/érintő témákról.
A hírháttér műsorok között is kiemelkedtek a gazdaság világának széles körű bemutatása. Az olyan műsorok, mint a Regiszter, a Szabad Jegyzés, a Nettó, a Köz-pénzügyek, vagy akár a fiatal vállalkozókat, startupokat bemutató Modellérték rendhagyó részletességgel, minden szereplőt mikrofon elé ültetve biztosította, hogy minden szempont teret kapjon a gazdasági folyamatok bemutatása, értelmezése során. A sorba illett vasárnap reggeli Kortalan című műsoruk is, amely az idősebb korosztály számára nyújtott információkat.
A Karc FM vállaltan a közéleti kérdések vitafóruma kívánt lenni. A reggeli hír- és hírháttér műsora mellett a vasárnapi Álláspont (Haraszti Gyula) vagy Alaphang (Pelyach Gergely) című kerekasztal-műsorai, az Igazság Órája című, az Alapjogokért Központ közreműködésével készülő kedd délutáni műsora, de a Papp Endre által vezetett Sors Szimfóniája is teret adott az érvek ütköztetésének.
Ezen a rádióban volt hallható továbbá Belénessy Csaba Farkasverem című történelmi sorozata, valamint Vass István Zoltán egyéni hangvételű műsoraival is rendszeresen találkozhattak a hallgatók. Bizse Ferenc zenei és kulturális témájú interaktív műsoraiban (SztárKarcok, FolKarc, Hangadó) a művészvilág emblematikus alakjai mellett a mainstream média által hanyagolt, figyelemre érdemes előadók, határon túli művészek is látótérbe kerültek a Karc FM-en.
2023-ban megszűnt a Spájz, amit a Hangolót váltotta, továbbá a Hír FM-re váltás miatt a többi műsor is megszűnt azóta a Hír TV-n is látható műsorait adja rádiós formátumban, azonban reggel 07:00 és 09:00 között más-más helyi adás hallható.

## Munkatársak

### Karc FM (2016-2023)
- Apáti Bence
- Back Réka
- Bayer Zsolt
- Bálint István
- Belénessy Csaba
- Bizse Ferenc
- Gajdics Ottó
- Farkas Beatrix
- Fejér Balázs
- Kovács Anita
- Imrényi Dávid
- Lentulai Krisztián
- Marosi Antal
- Mohácsi Szilvia
- Németh Kornél
- Palányi Nóra
- Papp Endre
- Pelyach Gergely
- Perjés Klára
- Petz Margó
- Saliga Péter
- Simon-Palov Judit
- Simori Renáta
- Stefka István
- Sükösd Levente
- Tóth Erzsébet
- Varga Flóra
- Vass István Zoltán
- Viola Szandra
- Virányi Zsolt